# Вихор Олександр Олександрович
Олександр Олександрович Вихор (біл. Алякса́ндар Алякса́ндравіч Віхо́р; 1995 — 12 серпня 2020, м. Гомель, Білорусь) — білоруський активіст, учасник протестів проти фальсифікацій на президентських виборах в Білорусі 2020 року.

## Життєпис

### Смерть
Вихора затримали в день виборів, 9 серпня, коли він збирався на побачення з дівчиною. Його кинули в автозак, але він встиг надіслати SMS своїй родині. Йому стало зле після побиття в автозаку. За словами свідка: «Він був у страшному стресі, пітнів, переживав, весь час просив медичної допомоги, на нього ніхто не звертав уваги. Коли нас повезли із суду в СІЗО, йому було дуже погано, він знову звернувся за допомогою, зателефонував мамі і татові. Тоді поліція, або хто вони, конвой або охорона, обприскали його перцевим спреєм. Нас вивели, його залишили в автозаку самоті. Я тільки чув, як вони запитували: «А це що робити?», а він відповів: «Нехай вмирає».
Пізніше хлопчика визнали божевільним і доставили до психіатричної лікарні, але там відмовився госпіталізувати його. Звідти його доставили до лікарні у стані клінічної смерті, але було вже пізно — він помер.
13 серпня, за словами сестри загиблого Ольги, слідчий повідомив родині, що Олександр помер від передозування. Родичі були шоковані такою заявою: мовляв, Саша навіть не палив. В кінці смерті, яку дала 15 серпня, сказано, «причина смерті з'ясовується».
Спочатку слідчий сказав батькам, що їхній син передозував наркотики, хоча пізніше інший слідчий вибачився за ці слова, оскільки офіційна експертиза виявила, що ні алкоголю, ні наркотиків в крові Олександра Вихора не було.
16 лютого 2021 року Управління Слідчого комітету по Гомельській області повідомило, що причиною смерті гомельця стали «захворювання серцево-судинної системи, які раптово загострилися». На цій підставі СК відмовився порушувати кримінальну справу за фактом смерті Вихора. Також було зазначено, що у зв’язку зі смертю «в чиїхсь діях не було встановлено жодного злочину», незважаючи на те що лікарі зафіксували ушкодження тіла Олександра Вихора: травми, гематоми, переломи ребер та грудини.

### Поховання
Олександра Вихора поховали 16 серпня на цвинтарі в Костюковці. ДАІ не пускала автобуси, організовані для людей, які бажали приїхати на похорон до Костюковці. Родичі кажуть, що у Олександра були зламані ребра.

## Реакція
17 вересня 2020 року Європейський парламент у резолюції, схваленій абсолютною більшістю депутатів, закликав до «незалежного та ефективного розслідування» пов'язаної з протестами смерті Олександра Вихора.
26 листопада 2020 року Європейський парламент у своїй резолюції, схваленій абсолютною більшістю депутатів, закликав до «швидкого, ретельного, неупередженого та незалежного розслідування» вбивств під час протестів у Білорусі, зокрема Олександра Вихора.